# 海澤-倫德
海澤-倫德（荷蘭語：Heeze-Leende）是荷蘭的一個市鎮，位於荷蘭南部，靠近艾恩德霍芬，以海澤城堡而聞名。海澤-倫德在行政區劃上屬於北布拉班特省。

## 外部連結
- 维基共享资源上的相關多媒體資源：海澤-倫德
- Official website （页面存档备份，存于）